# ديبسي تشالنجر

رسم يوضح تصميم ديبسي تشالنجر DCV1

ديبسي تشالنجر (بالإنجليزية: Deepsea Challenger) هي غاطسة مأهولة للأعماق الكبيرة يبلغ طولها 7,3 متر صممت للوصول إلى أعمق نقطة في قاع المحيطات والتي تسمى تشالنجر ديب على عمق 11,3 كيلومتر تحت سطح البحر. يركبها شخص واحد. ركب المصور السينمائي الشهير جيمس كاميرون في 26 مارس 2012 هذه الغاطسة وأصبح أول إنسان يهبط بواسطتها إلى هذا العمق السحيق.
تم بناء ديبسي تشالنجر في سيدني بأستراليا، وقامت ببنائها شركة أشيرون بروجيكت بتي المحدودة، وهي شركة للبحوث والتصميم. وتتضمن «ديبسي تشالنجر» أجهزة لأخذ العينات وهي مزودة بكاميرات للتصوير المجسم. وهي تستطيع الوصول إلى أعمق نقطة في قاع المحيط خلال ساعتين من بدء الغوص. ولتسريع عملية الغوص فقد بنيت الغاطسة لتصبح عمودية الشكل.
يهدف جيمس كاميرون وهو مصور سينمائي شهير بجودة أفلامه من تصوير الأعماق، وأتاحة الفرصة للإنسان لمشاهدة تلك الأعماق وما يوجد فيها من تضاريس وربما أحياء. فقد وصل الإنسان إلى القمر عام 1969

## تصميمها
بنيت ديبسي تشالنجر سريا في أستراليا بمشاركة بين ناسيونال جيوغرافيك سوسيتي وشركة رولكس Rolex ، وقامت ببنائها شركة ديبسي تشلجنجر بروجرام، تحت رعاية المهندس الأسترالي «رون ألوم». وكانت مجموعة من الغواصين المبدعين من ضمن فريق المصممين، وكانت لهم خبرات كبيرة في الغطس.
قامت مجموعة المصممين حول «رون ألوم» بابتكار مادة جديدة ذات بنية بلوروية خاصة تسمى «إيسوفلوت» وهي رغوة اصطناعية.
تستطيع تلك المادة تحمل الضغوط العالية الموجودة على عمق 11 كيلومتر تحت سطح البحر. ومن خواص تلك المادة الرغوية أنها ذات كثافة 0,7 جرام/سنتيمتر مكعب، فهي تطفو على الماء. وتحتوي مادة الرغوة على كرات زجاجية صغيرة جدا متماسكة راتينج صناعي|بالراتينج الاصطناعي، وتشكل تلك المادة نحو 70% من حجم الغاطسة.
ويشمل تصميم ديبسي تشلنجر محركات دفع تعمل بضغط الزيت العالي، كذلك خزانات للزيت. كما تحوي الغاطسة عددا من الأجهزة الجديدة لتقوم بعملها في تلك الظروف الصعبة، ومن ضمنها محركات الدفع تعمل بالزيت المضغوط.
وتحوي أيضا مصفوفات من صمام ثنائي باعث للضوء، وكاميرات مخصوصة وكبلات اتصالات سريعة نافذة في جدار الغواصة تسمح بإرسال الإشارات إلى الخارج.
واهتم " ألوم" بتطوير النظام الإلكتروني للاتصالات، وكان قد اكتسب خبرة في ذلك من قبل حينما قام بتطوير النظام الإلكتروني الذي استخدمه كاميرون في تصوير بعض أفلامه التي أجراها في الأعماق مثل فيلم "بيسمارك" وغوست أوف ذي أبيس" وغيرهما.
استخدمت بطاريات ليثيوم لإمداد الغواصة بالطاقة.
صممت بطاريات الليثيوم المستخدة من مجموعة باحثين بشركة لايشهاردت الأسترالية.

## خواصها
تحوي الغواصة كرة للقيادة يبلغ قطرها 1,1 متر يمكنها احتواء شخص بمفرده.
تتكون الكرة من جدار من الفولاذ سمك 64 مليمتر. واختبرت الكرة على تحمل ضغطا يصل إلى 114 ميجاباسكال وذلك في غرفة ضغط تابعة لجامعة بنسلفانيا. تشغل اتك الكرة قاعدة الغواصة الرأسية التي تزن نحو 11,8 طن، وتتحرك الغواصة عموديا في الماء. تحمل الغواصة اثقالا يبلغ وزنها نحو 500 كيلوجرام، تساعدها على الغطس، وحين تريد الارتفاع إلى السطح فهي تتخلص من تلك الاثقال. في حالة عدم التخلص من تلك الاثقال في الأعماق وأصبحت الغواصة مهددة بالبقاء في قاع المحيط، فقد صصم نظام ثاني للقيام بالتخلص من الاثقال يعمل بطريقة التآكل الجلفاني وهو عملية ذوبان في الماء الملح تستغرق وقتا محددا، تسمح للغواصة للطفو إلى السطح آليا.
يبلغ وزن ديبسي تشلنجر أقل من وزن الغواصة سابقتها «تريست» (قبلها بخمسين سنة) بنحو العـُشر. وهي مزودة بأجهزة علمية أكثر جودة وحديثة، ويمكنها الهبوط إلى قاع المحيط بسرعة أكبر.

## عمليات غطس ابتدائية
في اواخر شهر يناير 2012 قام كاميرون باختبار الغواصة لمدة ثلاثة ساعات قريبا من السطح في القاعدة البحرية بسيدني أستراليا. وفي 21 فبراير 2012كانت محاولة للغطس بالغواصة إلى عمق 1000 متر ولكن تم قطع المحاولة بسبب مشاكل نشأت في الكاميرات وفي نظام المحافظة على الحياة. ثم قام كاميرون بالغطس بالغواصة بالقرب من «نيو بريطان أيلاند» يوم 23 فبراير 2012 إلى عمق 991 متر، حيث قابلت غواصة أخرى صفراء وهي «غواصة تعمل عن بعد» Remotely operated underwater vehicle ، تقوم بتوجيهها سفينة في المحيط.
واستطاع «كاميرون» الغطس بالغواصة مرة أخرى يوم 28 فبراير 2012، واستغرفت اختباراته نحو 7 ساعات بالغواصة، واستطاع الوصول إلى عمق 3700 متر. صاحبت تلك الاختبارات تقطع في عمل نظام الطاقة، كما واجهته تيارات مائية غير متوقعة، مما أجبره على إنهاء الاختبار في هذا اليوم.
.
في يوم 4 مارس 2012 قام كاميرن بإحراز رقما قياسيا بالغطس بالغواصة إلى عمق 7260 متر، وتوقف قبل الوصول إلى قاع «خندق نيو بريطان» حيث واجه خلالا في عمل محركات الدفع الرأسي فعاد إلى السطح.
بعد ذلك بعدة أيام وبعد حل مشكلات المحركات استطاع «كاميرون» الغطس إلى قاع «خندق نيو بريطان» الذي يقع على عمق 8221 متر.
.
وعلى هذا العمق وجد مساحات مستوية من رواسب في قاع المحيط والأنيمونات وقنديل البحر وهي أحياء هلامية وبعض الكائنات الأخرى عند التقاء القاع المنبسط للبحر مع جدران الخدنق.

## اقرأ أيضا
- الزورق الغاطس الآلي

## أقرأ أيضا
- غواصة
- خندق ماريانا
- طفو
- طوف
- طوف بونتون
- كيس طفو
- صديري غطس